# Dasiops alveofrons
Dasiops alveofrons is een vliegensoort uit de familie van de Lonchaeidae. De wetenschappelijke naam van de soort is voor het eerst geldig gepubliceerd in 1961 door McAlpine.